# テレビ朝日アスク
株式会社テレビ朝日アスク（テレビあさひアスク、英: tv-asahi ask Corporation）は、アナウンサー、リポーター、声優等の育成および教育事業などを行う企業。テレビ朝日の完全子会社。

## 概要
1999年に設立。いわゆる「アナウンサー養成学校」の一つとして知られる。「アスク」とは「アナウンススクール」の略称である。
現在の代表取締役はテレビ朝日元アナウンサーの松苗慎一郎、校長は寺崎貴司。
テレビ朝日の子会社であるが、卒業生の進路はANN（テレビ朝日系列）の内外を問わず、全国に広がる。また、アナウンサーに限らず、テレビプロデューサー・放送作家・気象予報士などの放送局の業務全般の人材育成も行っている。
また、「アスクマネージメント」の名前でフリーアナウンサー・声優・ナレーターの派遣・マネジメント業務を行っている。アスクマネージメントで派遣される人材は在校生・卒業生が中心だが、出身者でない人材もいる。ホームページの更新は2014年で止まっているので現在もマネージメント運営しているのかは不明。

## 校長・講師

### 現在の校長・講師
ゼネラルマネージャー（校長）
- 寺崎貴司（2015年8月から）

アナウンス講師陣
OB・OG講師陣
- 渡辺宜嗣（テレビ朝日OB）
- 佐々木正洋（テレビ朝日OB）
- 吉澤一彦（テレビ朝日OB）
- 野崎由美子（テレビ朝日OG）
- 山口容子（テレビ朝日OG）
- 渡辺由佳（テレビ朝日OG）
- 田中滋実（テレビ朝日OG）
- 清文枝（北海道テレビOG）

声優講師陣
- 江原正士
- 有川博
- 加藤治
- 青木和代

### 以前の校長・講師
- 長英太郎 - 初代社長・校長
- 飯野勝 - 初代常務
- 諸橋史明 - 前社長、過去に『誘われて二人旅』の企画・プロデューサー、BS朝日『サンデーオンライン』プロデューサーを歴任
- 石橋幸治 - 初代ゼネラルマネージャー（1999年 - 2002年）
- 松苗慎一郎 - 2代ゼネラルマネージャー（2002年 - 2004年）、元アナウンサー→テレビ朝日スポーツ局スポーツ渉外専任部長、現：取締役
- 川瀬眞由美 - 元校長（2006年 - 2008年）、任期中はアナウンサー兼務、現：テレビ朝日番組審査室
- 松井康真 - 元校長（2008年 - 2010年）、任期中はアナウンサー兼務、現：テレビ朝日報道局社会部原発担当
- 田原浩史 - 元ゼネラルマネージャー（2010年 - 2013年）、元アナウンサー→現：テレビ朝日総務局
- 中山貴雄 - 元ゼネラルマネージャー（2013年 - 2015年）、元アナウンサー
- 棟方宏一（テレビ朝日OB）
- 山崎正（テレビ朝日OB）

## アスク出身アナウンサー一覧
1999年の秋の設立以来、日本放送協会（NHK）・民放キー局をはじめ、全国に1004人のアナウンサーを輩出、また、放送局の一般職・総合職（主に報道記者）を含めると、1205人のアスク生が合格を果たしている。
以下、主な出身者をまとめる。基本は初任地。局名の前に☆が付いている場合は、現在の所属局。

### 日本放送協会

#### 正局員
※渋谷 ＝ 東京アナウンス室
※G−Media ＝ NHKグローバルメディアサービス
| - 赤木野々花（渋谷） - 浅野里香（渋谷） - 安藤結衣（渋谷） - 五十嵐椋（福井） - 池田陽香（宮崎） - 池間昌人（渋谷） - 石井隆広（熊本） - 石橋亜紗（渋谷） - 井田香菜子（渋谷） - 一柳亜矢子（大阪） - 今井翔馬（渋谷） - 岩﨑果歩（仙台） - 岩野吉樹（渋谷） - 大谷昌弘（仙台） - 小野文明（仙台） - 金子峻（渋谷） - 片平和宏（名古屋） - 狩野史長（渋谷） - 鎌倉千秋（渋谷） - 菊田一樹（京都） - 北嶋右京（G−Media） | - 熊井幹（高知） - 倉沢宏希（大阪） - 後藤佑太郎（渋谷） - 佐々木芳史（渋谷） - 沢田石和樹（渋谷） - 澤田拓海（名古屋） - 志賀隼哉（渋谷） - 志野梨子（金沢） - 菅谷鈴夏（渋谷） - 鈴木奈穂子（渋谷） - 鈴村奈美（名古屋） - 副島萌生（渋谷） - 高木優吾（G−Media） - 瀧川剛史（静岡） - 田代杏子（大阪） - 武田健太（福島） - 竹野大輝（渋谷） - 竜田理史（広島） - 丹沢研二（前橋） - 土田翼（名古屋） - 寺内皓大（京都） - 手嶌真吾（山口） - 寺門亜衣子（渋谷） - 戸﨑悠斗（山形） | - 中澤輝（渋谷） - 西岡遼（福岡） - 野口葵衣（渋谷） - 橋本奈穂子（宇都宮） - 長谷川史佳（仙台） - 林田理沙（渋谷） - 平塚柚希（福井） - 藤重博貴（渋谷） - 福元まりあ（富山） - 藤原優紀（甲府） - 藤原陸遊（徳島） - 星麻琴（渋谷） - 法性亮太（大阪） - 保里小百合（渋谷） - 松井大（広島） - 松田利仁亜（福岡） - 宮崎あずさ（渋谷） - 森下桂人（松江） - 森田茉里恵（渋谷） - 守本奈実（渋谷） - 矢崎智之（渋谷） - 山下佳織（新潟） - 山田真夕（名古屋） - 和田弥月（大分） - 渡辺健太（松山） |

#### 契約局員
- 赤坂理菜（仙台）
- 浅野萌日（秋田）
- 浅沼佑香（青森）
- 阿部彩（☆秋田）
- 阿部千明（☆前橋）
- 荒川紗希（☆松山）
- 荒山沙織（☆大阪）
- 猪崎由華（☆大津）
- 石井美江（☆京都）
- 市橋里音奈（☆名古屋）
- 今井彩里衣（秋田）
- 大橋和綺（☆長野）
- 梶浦佑貴菜（秋田）
- 勝川沙友里（☆神戸）
- 鹿野未涼（☆福岡）
- 木下愛季子（☆千葉）
- 工藤舞子（☆名古屋）
- 齋藤恵梨（☆さいたま）
- 坂本有花（☆横浜）
- 佐々木成美（☆仙台）
- 佐藤好（☆高知）
- 塩見泰子（☆大阪）
- 島影咲織（☆秋田）
- 菅原智郁（☆仙台）
- 関根和子（☆仙台）
- 高木理加（☆名古屋）
- 田中理彩（高知）
- 長谷川静香（☆渋谷）
- 福嶋真理子（☆宇都宮）
- 本多葵（☆静岡）
- 宮城杏里（☆沖縄）
- 長井ゆめの（宇都宮）
- 中田理奈（☆仙台）
- 二瓶那菜（新潟）
- 矢島夏（高知）
- 山﨑優里（☆名古屋）
- 山田奈穂（☆鳥取）

### 民放

#### ANN系列局
| - 松尾由美子（テレビ朝日） - 島本真衣（テレビ朝日） - 板倉朋希（テレビ朝日） - 三上大樹（テレビ朝日） - 加藤真輝子（テレビ朝日） - 菅原知弘（テレビ朝日） - 森葉子（テレビ朝日） - 久冨慶子（テレビ朝日） - 弘中綾香（テレビ朝日） - 草薙和輝（テレビ朝日） - 山本雪乃（テレビ朝日） - 田中萌（テレビ朝日） - 桝田沙也香（テレビ朝日） - 井澤健太朗（テレビ朝日） - 三谷紬（テレビ朝日） - 住田紗里（テレビ朝日） - 並木万里菜（テレビ朝日） - 下村彩里（テレビ朝日） - 渡辺瑠海（テレビ朝日） - 安藤萌々（テレビ朝日） - 駒見直音（テレビ朝日） - 佐々木快（テレビ朝日） - 田原萌々（テレビ朝日） - 森山みなみ（テレビ朝日） - 武隈光希（テレビ朝日） - 鈴木新彩（テレビ朝日） - 所村武蔵（テレビ朝日） - 荒井理咲子（テレビ朝日） - 三山賀子（テレビ朝日） - 浦林凛（テレビ朝日） - 佐々木若葉（テレビ朝日） - 横山太一（朝日放送） - 福井治人（朝日放送） - 津田理帆（朝日放送） - 佐藤修平（朝日放送） - 増田紗織（朝日放送） - 大石紗椰（朝日放送） - 久保光代（朝日放送） - 新貝まゆ（朝日放送） - 竹田基起（メ〜テレ） - 上坂嵩（メ～テレ） - 石神愛子（☆メ～テレ） - 望木聡子（メ～テレ） - 濱田隼（☆メ～テレ） - 島津咲苗（メ～テレ） - 島貫凌（メ～テレ） - 小松﨑花菜（メ～テレ） - 西尾菜々美（メ～テレ） - 松崎杏香（メ～テレ） - 木岡真理奈（☆メ～テレ） - 大財英寿（メ～テレ） - 細谷めぐみ（九州朝日放送） - 長岡大雅（九州朝日放送） - 三澤澄也（九州朝日放送） - 和田侑也（九州朝日放送） | - 室岡里美（北海道テレビ） - 五十幡裕介（北海道テレビ） - 田口彩夏（北海道テレビ） - 阿部美里（☆東日本放送） - 野口ちひろ（東日本放送） - 重信友里（東日本放送） - 上野比呂企（☆東日本放送） - 鈴木奏斗（東日本放送） - 内田有香（東日本放送） - 藤原佑輝（青森朝日放送） - 稲葉千秋（青森朝日放送） - 服部未佳（青森朝日放送） - 中村かさね（青森朝日放送） - 澤田愛美（青森朝日放送） - 福代隼士（青森朝日放送） - 寺崎美佑（青森朝日放送） - 岸英利（☆岩手朝日テレビ） - 城戸今日子（岩手朝日テレビ） - 高田美樹（秋田朝日放送） - 金井鉄馬（秋田朝日放送） - 中島千歩（秋田朝日放送） - 今西広陽（秋田朝日放送） - 神下芽衣（秋田朝日放送） - 望月雅人（☆山形テレビ） - 斎藤佑太（山形テレビ） - 中野暁（山形テレビ） - 山崎聡子（福島放送） - 高橋ひかり（福島放送） - 新垣海音（福島放送） - 大西遥香（新潟テレビ21） - 大石悠貴（新潟テレビ21） - 小池れいあ（☆新潟テレビ21） - 富山詠美（新潟テレビ21） - 角元百花（新潟テレビ21） - 富沢菜々（新潟テレビ21） - 森重有里彩（北陸朝日放送） - 下田武史（☆北陸朝日放送） - 菅井智絵（☆北陸朝日放送） - 笠原萌花（北陸朝日放送） - 大槻瞳（長野朝日放送） - 中野希友未（長野朝日放送） - 上室夏鈴（☆長野朝日放送） - 橋本ありす（静岡朝日テレビ） - 佐野伶莉（静岡朝日テレビ） - 片山真人（☆静岡朝日テレビ） - 林輝彦（☆静岡朝日テレビ） - 栗田麻理（静岡朝日テレビ） - 堀優奈（静岡朝日テレビ） - 齋藤諒（静岡朝日テレビ） - 大場舞桜（静岡朝日テレビ） - 古賀りな（静岡朝日テレビ） - 片寄翔太（静岡朝日テレビ） - 植田結衣子（静岡朝日テレビ） - 佐々木沙羅（静岡朝日テレビ） - 吉弘翔（広島ホームテレビ） - 野村舞（広島ホームテレビ） - 岡本愛衣（広島ホームテレビ） - 吉岡麗（☆広島ホームテレビ） - 清水春名（山口朝日放送） - 安藤万結（☆山口朝日放送） - 中村萌音（山口朝日放送） - 宮川周三（瀬戸内海放送） - 萩津尚輝（瀬戸内海放送） - 野口真菜（瀬戸内海放送） - 山下佳乃（瀬戸内海放送） - 篠原茉那（瀬戸内海放送） - 石本桃子（愛媛朝日テレビ） - 木和田優衣（愛媛朝日テレビ） - 川崎秀斗（愛媛朝日テレビ） - 本間このみ（愛媛朝日テレビ） - 佐藤綾子（長崎文化放送） - 内原健文（熊本朝日放送） - 浅見眞帆（大分朝日放送） - 下野紗弥（大分朝日放送） - 江藤祐介（大分朝日放送） - 小栗琴音（大分朝日放送） - 中西可奈（鹿児島放送） - 福田大二朗（☆鹿児島放送） - 面高亜沙美（☆鹿児島放送） - 小田都由（鹿児島放送） - 長友陽奈子（鹿児島放送） - 金城美優（☆琉球朝日放送） - 山城咲貴（琉球朝日放送） - 玉城真由佳（琉球朝日放送） - 戸田一希（琉球朝日放送） |

#### NNN・NNS系列局
| - 後藤晴菜（日本テレビ） - 中島芽生（日本テレビ） - 山﨑誠（日本テレビ） - 梅澤廉（日本テレビ） - 滝菜月（日本テレビ） - 後呂有紗（日本テレビ） - 伊藤遼（日本テレビ） - 弘竜太郎（日本テレビ） - 河出奈都美（日本テレビ） - 北脇太基（日本テレビ） - 田辺大智（日本テレビ） - 忽滑谷こころ（日本テレビ） - 住岡佑樹（日本テレビ） - 渡邉結衣（日本テレビ） - 虎谷温子（読売テレビ） - 諸國沙代子（読売テレビ） - 黒木千晶（読売テレビ） - 西山耕平（☆読売テレビ） - 足立夏保（読売テレビ） - 渡邊幹也（読売テレビ） - 松原朋美（中京テレビ） - 濱田隼平（☆中京テレビ） - 望月杏夏（中京テレビ） - 鈴木康一郎（☆中京テレビ） - 田村浩平（中京テレビ） - 福本義久（☆中京テレビ） - 秋元風花（中京テレビ） - 伊藤舞（福岡放送） - 佐藤宏樹（札幌テレビ） - 佐々木美波（札幌テレビ） - 久保明日香（札幌テレビ） - 五百住有希（札幌テレビ） - 竹井愛乃（札幌テレビ） - 武田玲子（ミヤギテレビ） - 蜂谷由梨奈（ミヤギテレビ） - 中西涼（ミヤギテレビ） - 福盛田悠（☆ミヤギテレビ） - 浅野航平（☆ミヤギテレビ） - 瀬藤亮太（☆ミヤギテレビ） - 森尾絵美里（☆ミヤギテレビ） - 吉見真叶（☆ミヤギテレビ） - 廣田裕司（秋田放送） - 太田英梨花（秋田放送） - 横山岳（☆山形放送） - 大坪奈津子（☆山形放送） - 野尻英恵（福島中央テレビ） - 石井佑弥（福島中央テレビ） - 永井麻葵（福島中央テレビ） - 河津修登（福島中央テレビ） - 井上千沙（☆福島中央テレビ） | - 斎藤久美子（テレビ新潟） - 大谷萌恵（テレビ新潟） - 柳川明子（北日本放送） - 網谷辰海（北日本放送） - 中村海里（福井放送） - 田中悠登（福井放送） - 髙槌七海（テレビ金沢） - 小松千絵（☆山梨放送） - 荒木実穂（山梨放送） - 森田絵美（☆山梨放送） - 深田幹規（山梨放送） - 稲葉陽子（テレビ信州） - 藤原里瑛（テレビ信州） - 齋藤沙弥香（☆テレビ信州） - 小椿希美（☆テレビ信州） - 岩本美蘭（静岡第一テレビ） - 石原綾（☆日本海テレビ） - 吉野将司（西日本放送） - 熊木創平（☆西日本放送） - 有田優理香（広島テレビ） - 澤村優輝（広島テレビ） - 田中泰平（山口放送） - 山田怜司（山口放送） - 野口緒美（山口放送） - 松岡宏忠（南海放送） - 高野真子（南海放送） - 宮下寧々（四国放送） - 高橋龍介（高知放送） - 揚田葵衣（☆高知放送） - 青木雄大（長崎国際テレビ） - 小林勇大（長崎国際テレビ） - 清家康広（☆熊本県民テレビ） - 永島由菜（熊本県民テレビ） - 平井友莉（☆熊本県民テレビ） - 藤村晃輝（テレビ大分） - 内田直之（鹿児島読売テレビ） |

#### JNN系列局
| - 藤森祥平（TBSテレビ） - 水野真裕美（TBSテレビ） - 古谷有美（TBSテレビ） - 国山ハセン（TBSテレビ） - 宇内梨沙（TBSテレビ） - 上村彩子（TBSテレビ） - 山本恵里伽（TBSテレビ） - 宇賀神メグ（TBSテレビ） - 田村真子（TBSテレビ） - 若林有子（TBSテレビ） - 近藤夏子（TBSテレビ） - 野村彩也子（TBSテレビ） - 南波雅俊（☆TBSテレビ） - 小沢光葵（TBSテレビ） - 南後杏子（TBSテレビ） - 森本尚太（毎日放送） - 玉巻映美（毎日放送） - 辻沙穗里（毎日放送） - 野嶋紗己子（毎日放送） - 中野広大（毎日放送） - 前田春香（毎日放送） - 榊原悠介（CBCテレビ） - 齊藤初音（☆CBCテレビ） - 瀧川幸樹（CBCテレビ） - 中村彩賀（CBCテレビ） - 橋本由紀（RKB毎日放送） - 室谷香菜子（北海道放送） - 金城茉里奈（北海道放送） - 森結有花（☆北海道放送） - 世永聖奈（☆北海道放送） - 松尾香奈（北海道放送） - 小野寺紀帆（☆青森テレビ） - 松原友希（IBC岩手放送） - 川島有貴（IBC岩手放送） - 徳岡伶美（IBC岩手放送） - 守屋周（東北放送） - 林田悟志（東北放送） - 坂寄直希（☆東北放送） - 玉置佑規（☆東北放送） - 村上晴香（☆東北放送） - 佐々木夏音（東北放送） - 三保谷元（東北放送） - 上中咲葵（東北放送） | - 渡部有（テレビユー山形） - 大塚美咲（テレビユー山形） - 大内希美（テレビユー山形） - 佐藤真優（テレビユー山形） - 佐藤友美（テレビユー山形） - 高橋広季（テレビユー福島） - 鈴木夕里菜（テレビユー福島） - 安福太郎（テレビ山梨） - 橋本星奈（☆チューリップテレビ） - 中川環（☆チューリップテレビ） - 坂部友宏（☆新潟放送） - 三石佳那（新潟放送） - 前野智郎（新潟放送） - 三浦萌（新潟放送） - 石川映夏（北陸放送） - 渡邉百音（☆北陸放送） - 久野大地（信越放送） - 前田恵里花（信越放送） - 滝澤悠希（☆静岡放送） - 影島亜美（☆静岡放送） - 藤井友香（☆静岡放送） - 中島早也佳（☆山陰放送） - 小崎純佳（山陰放送） - 杉澤眞優（RSK山陽放送） - 坂井亮太（RSK山陽放送） - 甲野良輔（RSK山陽放送） - 望月陽茉莉（RSK山陽放送） - 中根夕季（中国放送） - 伊東平（中国放送） - 田村友里（中国放送） - 唐澤恋花（中国放送） - 関谷名加（テレビ山口） - クロル舞（テレビ山口） - 山内可菜子（☆あいテレビ） - 松岡葵（テレビ高知） - 遠藤弥宙（テレビ高知） - 田名網駿一（熊本放送） - 後生川凜（熊本放送） - 清水玲（宮崎放送） - 中野義大（宮崎放送） - 上塘百合恵（南日本放送） - 玉谷愛（南日本放送） - 佐々木武海（南日本放送） - 片野達朗（琉球放送） - 鎌田宏夢（琉球放送） - 沖野綾亜（琉球放送） |

#### TXN系列局
| - 角谷暁子（テレビ東京） - 田中瞳（テレビ東京） - 中原みなみ（テレビ東京） - 藤井由依（テレビ東京） - 中根舞美（テレビ東京） - 山本倖千恵（☆テレビ東京） | - 川北円佳（☆テレビ大阪） - ウーデンジェニファー里沙（☆テレビ大阪） - 長江麻美（☆テレビ愛知） - 東條麻依子（テレビせとうち） - 櫻井譲士（☆TVQ九州放送） - 松井陽子（☆TVQ九州放送） - 岡田桃佳（☆TVQ九州放送） - 上山音（☆TVQ九州放送） - 小田浩史（☆TVQ九州放送） |

#### FNN・FNS系列局
| - 鈴木芳彦（フジテレビ、元ニッポン放送） - 石本沙織（フジテレビ） - 立本信吾（フジテレビ） - 松村未央（フジテレビ） - 酒主義久（フジテレビ） - 大村晟（フジテレビ） - 小澤陽子（フジテレビ） - 藤井弘輝（フジテレビ） - 永尾亜子（フジテレビ） - 安宅晃樹（フジテレビ） - 海老原優香（フジテレビ） - 久慈暁子（フジテレビ） - 大川立樹（フジテレビ） - 井上清華（フジテレビ） - 杉原千尋（フジテレビ） - 堀池亮介（フジテレビ） - 藤本万梨乃（フジテレビ） - 小山内鈴奈（フジテレビ） - 竹上萌奈（関西テレビ） - 谷元星奈（関西テレビ） - 山本大貴（関西テレビ） - 秦令欧奈（関西テレビ） - 浦口史帆（東海テレビ） - 恒川英里（東海テレビ） - 高橋知幸（☆東海テレビ） - 鈴木翔太（東海テレビ） - 犬塚しおり（東海テレビ） - 坂梨公俊（テレビ西日本） - 橋本真衣（テレビ西日本） - 佐藤有里香（テレビ西日本） - 高木晴菜（テレビ西日本） - 五十嵐悠香（テレビ西日本） | - 中村剛大（北海道文化放送） - 柴田平美（北海道文化放送） - 千須和侑里子（北海道文化放送） - 江上太悟郎（北海道文化放送） - 飯田菜奈（仙台放送） - 高橋咲良（仙台放送） - 下山由城（☆仙台放送） - 伊藤瞳（仙台放送） - 千坂紗雪（仙台放送） - 菅原咲子（☆秋田テレビ） - 立川愛梨（秋田テレビ） - 西部あかり（秋田テレビ） - 吉方桃花（秋田テレビ） - 千田剛裕（☆岩手めんこいテレビ） - 細田啓信（岩手めんこいテレビ） - 高橋礼子（岩手めんこいテレビ） - 西島芽（岩手めんこいテレビ） - 中條奈菜花（☆岩手めんこいテレビ） - 鈴木翔太（さくらんぼテレビ） - 菅家ひかる（福島テレビ） - 豊嶋啓亮（☆福島テレビ） - 松山理穂（☆福島テレビ） - 佐々木崚汰（福島テレビ） - 今野真帆（福井テレビ） - 吉田圭吾（福井テレビ） - 田辺真南葉（福井テレビ） - 佐々木拓哉（福井テレビ） - 杉山萌奈（新潟総合テレビ） - 矢野美沙（☆富山テレビ） - 中田彩（富山テレビ） - 堀元優花（富山テレビ） - 尾﨑侑美（☆石川テレビ） - 大谷香奈絵（長野放送） - 松山航大（長野放送） - 小川功二（☆長野放送） - 重盛赳男（☆長野放送） - 久保結（☆長野放送） - 弦間彩華（☆テレビ静岡） - 熊崎結萌（☆テレビ静岡） - 光田有志（テレビ静岡） - 嶋村采音（さんいん中央テレビ） - 篠田吉央（岡山放送） - 中塚美緒（岡山放送） - 佐藤樹理（岡山放送） - 森下花音（岡山放送） - 野川諭生（☆テレビ新広島） - 中西敦子（テレビ新広島） - 名護谷希慧（テレビ愛媛） - 正本健太（テレビ愛媛） - 山崎真依（テレビ愛媛） - 内木敦也（テレビ愛媛） - 鈴木瑠梨（テレビ愛媛） - 川邊世里奈（高知さんさんテレビ） - 田村優介（高知さんさんテレビ） - 川野優也（サガテレビ） - 本田舞（テレビ長崎） - 山口史泰（テレビ長崎） - 枦山南美（☆テレビ長崎） - 浜田友里子（☆テレビ熊本） - 永井友梨（テレビ宮崎） - 瀬良有里奈（テレビ宮崎） - 井上彩香（鹿児島テレビ） - 大城良太（沖縄テレビ放送） - 植草凛（沖縄テレビ放送） |

#### その他民放等
| - 新行市佳（ニッポン放送） - 大泉健斗（ニッポン放送） - 熊谷実帆（ニッポン放送） - 内田雄基（ニッポン放送） - 坂口愛美（☆文化放送） - 小宅世人（☆文化放送） - 手島千尋（☆TOKYO FM） - 久保絵理紗（TBSラジオ） - 藤原菜々花（ラジオNIKKEI） - 吉川秀樹（東海ラジオ） - 藤川貴央（☆ラジオ大阪） - 相埜裕樹（☆KBS京都） - 佐藤彩加（☆KBS京都） | - 森本庸平（ラジオ福島） - 菊地真衣（LuckyFM茨城放送） - 揚妻由璃子（エフエム群馬） - 黒川萌々乃（エフエム群馬） - 風戸星那（TOKYO MX） - 田中陽南（TOKYO MX） - 元田芳（☆とちぎテレビ） - 松村優花（☆とちぎテレビ） - 高里絵理奈（☆とちぎテレビ） - 照井七瀬（☆テレビ神奈川） - 増田美香（☆テレビ神奈川） - 木村仁美（☆チバテレビ） - 奥村奈央（☆三重テレビ） - 岩崎佑真（テレビ和歌山） - 宍戸美憂（☆サドテレビ） - 松田和佳（☆BSよしもと） - 日下怜奈（☆BSよしもと） - 吉田理彩（☆BS10） - 大重麻衣（☆日テレNEWS24） - 前原竜二（☆日テレNEWS24） - 柴田文子（☆TBS NEWS） - 徳田琴美（☆TBS NEWS） - 久保円華（☆TBS NEWS） |

### フリー・局アナ経験者
| - 相内抄彩（元山形放送ほか） - 阿江保智（元テレビ西日本） - 青池玲奈（元長野朝日放送） - 青木源太（元日本テレビ） - 青島莉子（元富山テレビ） - 青山絵美（元テレビ山梨） - 青柳愛（元静岡第一テレビ） - 赤間有華（元BSよしもとほか） - 赤間優美子（元静岡朝日テレビ） - 莇陽子（元福島放送） - 東将太（元テレビ愛媛） - 麻生和寛（元チューリップテレビ） - 阿部佳乃（元とちぎテレビほか） - 阿部真澄（元千葉テレビほか） - 阿部優貴子（元CBCテレビ） - 天坂真理（元秋田朝日放送ほか） - 天野香寿美（元メ〜テレほか） - 天野なな実（元テレビ愛知ほか） - 天野陽子（テレビ新広島社員） - 天本圭子（元大分朝日放送） - 荒井千里（元テレビ愛知ほか） - 荒井美由起（元東北放送） - 荒川千登勢（元瀬戸内海放送） - 荒木真理子（気象予報士、元ミヤギテレビ） - 荒木麻里子 （元静岡放送） - 荒谷知穂（元広島ホームテレビ） - 粟島佳奈子（元北日本放送） - 安東理紗（元東北放送） - 飯田麻菜美（元福島放送） - 飯塚智紀（俳優、元山形テレビ） - 五十嵐利恵（元新潟テレビ21ほか） - 池田めぐみ（元福井放送） - 池谷麻依（テレビ朝日社員） - 池谷実悠（元テレビ東京） - 石井しおり（元北海道文化放送ほか） - 石井優香（元NHK水戸放送局） - 石垣英輔（テレビ愛知記者） - 石川愛（元福岡放送） - 石橋里紗（元新潟テレビ21） - 石橋友恵（元鹿児島放送） - 伊豆蔵将太（元メ〜テレ） - 磯貝初奈（元中京テレビ） - 石木碧（元九州朝日放送） - 井上真帆（元富山テレビほか） - 井上裕衣（メ〜テレ記者） - 井下育恵（元テレビ大阪ほか） - 井口玲音（元瀬戸内海放送） - 井澤愛巴（元山形テレビ） - 板垣菜津美（元福井放送） - 糸井文菜（元東日本放送） - 伊藤健太（元岩手めんこいテレビ） - 伊藤晋平（元東北放送） - 伊藤友見（元NHK仙台放送局ほか） - 伊藤未奈（元福井放送） - 伊藤里奈（元福島テレビほか） - 伊波紗友里（元琉球朝日放送など） - 稲垣龍太郎（元仙台放送） - 稲森彩（元琉球放送ほか） - いわぶ見梨（元九州朝日放送） - 岩田有未（元東日本放送） - 上杉桜子（元岡山放送） - 上田悠華子（元NHK仙台放送局ほか） - 植村智子（元西日本放送) - 宇垣美里（元TBSテレビ） - 宇佐美佑果（元テレビ朝日） - 臼井佑奈（元静岡第一テレビ） - 氏田朋子（元CBCテレビ） - 内田敦子（元日テレNEWS24ほか） - 内田有紗（元テレビ信州） - 内山絵里加（元静岡放送） - 内山知子（元新潟テレビ21） - 宇野名都美（元テレビ愛知ほか） - 馬田万葉（元福島放送） - 浦田史郎（さんいん中央テレビ社員） - 浦野遥（元NHKラジオセンターほか） - 浦野莉恵（元NHK名古屋放送局ほか） - 浦本可奈子（元北海道放送ほか） - 海野紀恵（元山梨放送ほか） - 江口実玖（元とちぎテレビほか） - 江田亮（元CBCテレビ） - 江間丈（元四国放送） - 江本一真（元あいテレビ） - 遠藤由佳子（元NHK千葉放送局） - 近江由佳（元静岡放送ほか） - 近江友里恵（元NHK） - 大家彩香（元札幌テレビ） - 大河原あゆみ（元山口放送） - 大木文香（元北陸放送） - 大東和華子（元テレビ山口） - 大野聡美（朝日放送記者） - 大野雄一郎（元朝日放送） - 大屋香里（元エフエム山形ほか） - 小笠原遥（元東北放送） - 小笠原舞子（元札幌テレビ） - 岡裕美（元BSなど） - 岡田和樹（元札幌テレビ） - 緒方直加（元北九州ほか） - 緒方桃子（元南日本放送） - 小川彩佳（元テレビ朝日） - 大熊祐香（元エフエム香川） - 大栗麻未（元北海道放送） - 大島由香里（元フジテレビ） - 大平真理子（元テレビ新潟） - 大竹佐知（元テレビ東京） - 大坪彩織（元琉球放送） - 大西緑（元高知さんさんテレビ） - 大西蘭（元NHK新潟放送局ほか） - 大橋未歩（元テレビ東京） - 大堀結衣（元北海道放送ほか） - 岡山裕子（気象予報士、元メ〜テレ） - 小田安珠（元青森放送） - 小田島愛（元福島テレビほか） - 翁長舞（元日テレNEWS24ほか） - 小口ひとみ（元仙台放送ほか） - 尾島沙緒里（元山口朝日放送ほか） - 小尾渚沙（元文化放送ほか） - 落合由佳（元テレビ埼玉ほか） - 小野木梨衣（元石川テレビ） - 小野澤玲奈（静岡第一テレビ記者） - 小野塚愛美（元南海放送ほか） - 小村美記（元NHK放送センターほか） - 小山悠里（元札幌テレビほか） - 各務梓菜（元NHK静岡放送局） - 垣内麻里亜（静岡第一テレビ社員） - 笠井さやか（元千葉テレビ放送ほか） - 梶尾みどり（元鹿児島放送） - 加田晶子（元日テレNEWS24ほか） - 叶多栞（元山梨放送） - 片渕茜（テレビ東京報道局キャスター） - 加藤愛（元CBCテレビほか） - 加藤響子（元山梨放送） - 加藤美和（元静岡放送ほか） - 金沢歩（元メ〜テレ） - 金山哲平（元テレビ金沢） - 金井憧れ（元北海道放送） - 金井一世（元NHK放送センターほか） - 我如古梨乃（元福島テレビほか） - 加納有沙（元文化放送ほか） - 釜井美由紀（元テレビユー福島ほか） - 鎌田紗綾（元富山テレビ） - 上條倫子（元NHK） - 神谷文乃（元岡山放送） - 神谷美寿々（元福島テレビほか） - 亀井京子（元テレビ東京） - 川井綾子（元青森朝日放送） - 川上椋輔（元北海道文化放送） - 川口智美（元北日本放送） - 川口まゆ（元三重テレビ） - 川越智子（元長崎文化放送はか） - 川尻友紀子（元東北放送ほか） - 河野明子（元テレビ朝日） - 河野愛美（長崎文化放送社員） - 河野恵（元山口朝日放送） - 川又智菜美（元WOWOWほか） - 川部絢子（元テレビ岩手） - 川村綾（元静岡朝日テレビ） - 菊地舞美（元日テレNEWS24ほか） - 北村実穂（元三重テレビほか） - 北村麗（元岡山放送） - 橘高香純（気象予報士、元鹿児島放送ほか） - 鬼頭里枝（元静岡放送ほか） - 木村カレン（元山形テレビ） - 木村真珠美（元エフエムラジオ新潟） - 木下瑠音（元BSニュースほか） - 清川真衣（元南日本放送） - 串山真理（元広島ホームテレビほか） - 工藤悟（元九州朝日放送） - 工藤修斗（福井放送社員） - 工藤遥（☆福井放送） - 久能木百香（気象予報士、元新潟放送） - 久保朱莉（元文化放送ほか） - 久保井朝美（気象予報士、元長野放送） - 久保田修平（元北陸放送） - 熊坂良（静岡放送記者） - 倉林知子（元さくらんぼテレビ） - 栗山麗美（元北海道文化放送） - 黒木奈々（故人、フリー） | - 黒須聡瑛（元岩手朝日テレビ） - 桑原秀和（元静岡放送ほか） - 小泉恵未（元TOKYO MX） - 合田倫子（元メ～テレ） - 小坂知里（元NHK徳島放送局契約ほか） - 小坂深和（山形テレビ社員） - 小嶋里奈（元群馬テレビほか） - 小菅晴香（元北海道文化放送） - 小杉涼花（元静岡エフエム放送） - 後藤なぎさ（元大分放送） - 後藤美菜子（元秋田テレビ） - 小畠優花（元NHK岡山放送局ほか） - 小林咲夏（元テレビ神奈川ほか） - 小林千鶴（元NHK静岡放送局ほか） - 小西沙季（元長崎文化放送） - 五戸美樹（元ニッポン放送） - 小山瑶（元テレビユー山形） - 近藤あずみ（元広島ホームテレビほか） - 近藤美里（元NHK徳島放送局） - 斉藤彩（元青森テレビほか） - 齊藤直史（元福岡放送） - 五月女結（元メ〜テレほか） - 酒井美帆（元テレビ新潟） - 阪中香織（政治家、元日本BS放送） - 坂田奈央（元NHK岐阜放送局） - 坂本佳子（青森朝日放送記者） - 坂本沙織（元NHK放送センターほか） - 坂本奈津美（元岩手朝日テレビ） - 坂本奈都美（元宮崎放送ほか） - 桜井孝史（元山形テレビ） - 桜井梨子（元テレビ新潟） - 櫻本茉朋（元テレビ愛媛ほか） - 笹岡樹里（元四国放送） - 笹川友里（元TBSテレビ） - 佐々木瞳（元ラジオ福島） - 佐々木真奈美（元山形テレビ） - 佐田志歩（元瀬戸内海放送） - 定常菜都子（日本海テレビディレクター） - 佐藤明日香（元信越放送ほか） - 佐藤あゆみ（元NHK） - 佐藤征潤（元秋田テレビ） - 佐藤巧（元RKB毎日放送） - 佐藤千晶（元メ～テレほか） - 佐藤春佳（元秋田テレビ） - 佐藤麻祐子（元岩手朝日テレビ） - 佐藤由菜（元KBS京都） - 佐橋嬉香（元福井テレビ） - 佐野純子（元TBS NEWSほか） - 塩尻奈都子（元メ〜テレ） - 塩地美澄（元秋田朝日放送） - 塩原桜（元テレビ埼玉ほか） - 柴崎美穂（女優、元石川テレビ） - 柴田恵理（元九州朝日放送） - 柴田将平（元静岡第一テレビ） - 渋佐和佳奈（元WOWOWほか） - 清水亜里沙（元東海テレビ） - 清水康志（IBC岩手放送記者） - 清水由美（元メ～テレ） - 下川綾那（あいテレビ記者） - 篠原光（元日本テレビ） - 出世凪沙（元鹿児島放送） - 白田裕太郎（元静岡朝日テレビ） - 白戸ゆめの（元瀬戸内海放送） - 新保友映（元ニッポン放送） - 壽老麻衣（元TBS NEWSほか） - 菅久瑛麻（元テレビ埼玉ほか） - 杉岡沙絵子（元静岡第一テレビ） - 杉山千尋（元NHK富山放送局） - 須黒清華（元テレビ東京） - 菅生翔平（元東北放送） - 鈴木亜希子（元北海道文化放送） - 鈴木恵理香（TBSラジオ社員） - 鈴木健太（毎日放送社員） - 鈴木沙喜代（元ミヤギテレビ） - 鈴木沙奈恵（元NHK新潟放送局ほか） - 鈴木実森（元東北放送） - 鈴木理香子（元日テレNEWS24ほか） - 鷲見玲奈（元テレビ東京） - 住本結花（元岩手めんこいテレビ） - スミス春子（元静岡朝日テレビ） - 陶山慎晃（元テレビ愛知） - 関峻介（元さんいん中央テレビ） - 関真由美（元山口朝日放送） - 瀬﨑一耀（元静岡放送） - 脊山麻理子（元日本テレビ） - 副島優子（元福井テレビほか） - 染井明希子（気象予報士、元北海道文化放送） - 大所美弥 - 高井桂奈（元NHK金沢放送局） - 高木恵子（岐阜放送記者） - 高木千晴（元北海道テレビ） - 高木萌香（元静岡放送） - 高島英里奈（元福島放送ほか） - 高巣由貴（元テレビ宮崎） - 高藤有沙（元NHK高松放送局ほか） - 高蝶恵介（元テレビ東京） - 高野萌（元東日本放送ほか） - 高橋真麻（元フジテレビ） - 高橋美穂（元新潟テレビ21） - 高橋友希（元鹿児島読売テレビ） - 高林梢絵（元新潟テレビ21ほか） | - 高山香織（元東日本放送ほか） - 瀧川奈津希（元瀬戸内海放送） - 田口尚平（元テレビ東京） - 武裕美（元東海テレビ） - 竹内愛季（元南海放送ほか） - 竹内彩華（元テレビ信州ほか） - 竹内里奈（元千葉テレビほか） - 竹内由恵（元テレビ朝日） - 竹平晃子（元NHK横浜放送局ほか） - 立和田賢人（元鹿児島放送） - 立川拳太（元鹿児島放送） - 田中愛（元RSK山陽放送） - 田中碧（気象予報士、元テレビ神奈川ほか） - 田中泉（元NHK） - 田中沙朋（元テレビユー福島） - 田中千尋（元山梨放送） - 田中秀幸（元三重エフエム放送） - 田中麻耶（気象予報士、元メ〜テレ） - 田中美紗貴（元テレビ静岡ほか） - 田中優奈（CBCテレビ社員） - 棚橋祐太（元新潟総合テレビほか） - 谷藤博美（元北海道放送ほか） - 千葉真由佳（元TBS NEWSほか） - 塚越礼奈（鹿児島放送社員） - 辻満里奈（元RKB毎日放送） - 筒井美華子（対馬市CATV社員） - 坪尾明音（元NHK和歌山放送局ほか） - 寺崎未来（琉球朝日放送） - 寺島舞（元高知さんさんテレビ） - 寺田健人（元大分朝日放送） - 寺田有希（元NHK京都放送局ほか） - 天明麻衣子（元NHK仙台放送局） - 土井悠平（元文化放送ほか） - 坪北奈津美（元東日本放送） - 樋田かおり（元中京テレビほか） - 東城佑香（元エフエム富士） - 徳重杏奈（元メ〜テレ） - 徳前藍（元テレビ金沢） - 外崎由希子（元青森放送） - 戸谷勇斗（元愛媛朝日テレビ） - 飛田紗里（元岩手めんこいテレビ） - 冨岡美希（元長野朝日放送） - 富田奈央子（元広島ホームテレビほか） - 豊田瑠衣（元南日本放送） - 豊原慎二（福岡放送社員） - 烏山拓巳（元テレビ長崎） - 鳥越佳那（元静岡第一テレビ） - 直川貴博（元福島中央テレビ） - 永井華子（元NHK札幌放送局ほか） - 永井まどか（元青森放送） - 中川安奈（元NHK） - 中川栞（元NHK放送センターほか） - 中川実咲（元テレビ高知） - 中村亜裕美（元TOKYO FMほか） - 名久井麻利（元東北放送） - 南雲穂波（元メ～テレ） - 長崎真友子（元九州朝日放送） - 長島弘樹（元東海テレビなど） - 夏目三久（元日本テレビ） - 中西希（元広島ホームテレビ） - 中野結香（元静岡朝日テレビ） - 中濱綾那（元瀬戸内海放送ほか） - 西尾梓（元静岡朝日テレビ） - 西尾知亜紀（北陸放送社員） - 西方沙和子（元長野放送） - 西川典孝（元NHK） - 西木恵美里（元南海放送） - 西口真央（元広島テレビ） - 西田隆人（広島ホームテレビ社員） - 西野志海（元テレビ東京ほか） - 西村真二（お笑いタレント、元広島ホームテレビ） - 新田朝子（元福島放送ほか） - 二宮朋子（元テレビ宮崎） - 二本木美唯貴（テレビ神奈川記者） - 根本美緒（気象予報士、元東北放送） - 野口恵（元西日本放送） - 登レイナ（元秋田朝日放送） - 登川二奈（沖縄テレビ放送記者） - 野並正佑（元西日本放送） - 橋口侑佳（元宮崎放送ほか） - 橋爪志織（元エフエム岩手） - 長谷川萌（元信越放送） - 弭間花菜（元秋田朝日放送） - 畠山園佳（元テレビ高知） - 花田宗佑（元NHK） - 濱知美（元東日本放送） - 浜本徳子（元ミヤギテレビ） - 濱本りか（元文化放送ほか） - 林暁代（元愛媛朝日テレビ） - 林さくら（元秋田放送） - 林朝子（元東北放送） - 林美玖（元札幌テレビ） - 林みなほ（元TBSテレビ） - 林莉世（元新潟放送） - 原綾香（元テレビ山梨） - 原口大輝（元静岡放送） - 原拓也（元南海放送） - 葉山エレーヌ（日本テレビ社員） - 東美咲（元テレビ神奈川ほか） - 東柊（中京テレビ社員） - 樋口陽一（福島放送記者） - 平川彩佳（元山陰放送） - 平手志歩（元鹿児島放送） - 広瀬麻知子（元静岡朝日テレビ） - 廣瀬麗奈（元RSK山陽放送） - ヒロド歩美（元朝日放送） - 深井ゆきえ（元ミヤギテレビ社員） - 福島彩乃（元北陸放送社員） - 福田太郎（元北海道テレビ） - 福田由香（元テレビ愛知ほか） - 福長英未（元WOWOWほか） - 藤井学（長野朝日放送社員） - 藤岡勇貴（サンテレビ記者） - 藤田崇寛（元西日本放送） - 藤本真未（元TOKYO MXほか） - 藤原恭一（元静岡第一テレビ） - 藤原規衣（元岩手朝日テレビほか） - 二株麻依（元NHK札幌放送局） - 渕井亮太（東日本放送社員） - 淵本恭子（元岡山放送） - 舟橋明恵（元日テレNEWS24ほか） - 古野晶子（NHK人事局） - 保坂友美子（元NHKさいたま放送局ほか） - 堀潤（元NHK） - 堀菜保子（元NHK） - 堀友理子（元朝日放送） - 本行慶子（元琉球放送ほか） - 本庄里恵子（元瀬戸内海放送） - 本田将一郎（元テレビユー山形） - 本多真弓（元秋田朝日放送ほか） - 前田阿希子（元毎日放送） - 前田輝（元東海テレビ） - 牧広大（元仙台放送） - 牧野結美（元静岡朝日テレビ） - 増井渚（元読売テレビ） - 増田優香子（元九州朝日放送ほか） - 松井佐祐里（元文化放送ほか） - 松尾まどか（元長野朝日放送） - 松岡忠幸（知財展開センター） - 松岡陽子（中京テレビ会長・社長秘書） - 松丸友紀（元テレビ東京） - 松本卓也（元青森放送） - 松永安奈（元福島テレビほか） - 松原大祐（元静岡第一テレビほか） - 丸井汐里（元東日本放送ほか） - 三浦綾子（元テレビ神奈川ほか） - 水上明子（元仙台放送） - 三ツ木麻喜（元静岡朝日テレビ） - 宮里亜衣（元新潟テレビ21） - 宮里伸哉（元テレビ信州） - 宮地由季（元NHK前橋放送局ほか） - 宮島咲良（元九州朝日放送） - 宮嶋那帆（元南海放送） - 宮田侑季（元NHK鹿児島放送局） - 宮田玲奈（元西日本放送ほか） - 宮武紗里（元東海テレビ） - 宮本佳奈（元宮崎放送） - 宮本大句見（気象予報士、元さくらんぼテレビジョン\|さくらんぼテレビ） - 宮本麗美（元テレビ岩手） - 村上祐子（テレビ朝日記者） - 村田千弥（元中京テレビほか） - 邑田みさき（元北海道放送） - 村田美紀（気象予報士、元テレビ山梨ほか） - 目黒清華（元信越放送） - 望月麗奈（元テレビ埼玉ほか） - 本仮屋リイナ（元東海テレビ） - 百瀬由璃絵（元北日本放送） - 森遥香（元東日本放送） - 森田京之介（元テレビ東京） - 森本万里奈（元NHK大阪放送局ほか） - 八重樫葵（元福島テレビほか） - 八木ひとみ（元山口朝日放送） - 八木美佐子（元広島ホームテレビほか） - 矢崎佑太郎（元福島テレビ） - 安井成行（元長崎放送ほか） - 矢田優季（元群馬テレビほか） - 柳沼愛子（元テレビユー福島） - 柳瀬若菜（元青森放送ほか） - 矢内環（元テレビ長崎ほか） - 矢野七絵（元RSK山陽放送） - 矢萩尚太郎（元北海道放送） - 八幡美咲（元広島ホームテレビほか） - 矢端名結（元静岡放送ほか） - 山上真実（鹿児島テレビ社員） - 山口真孝（元テレビ金沢） - 山口真奈（元南日本放送） - 山崎彩紗（元テレビ埼玉ほか） - 山下右恭（気象予報士、元秋田朝日放送） - 山下拓見（元大分朝日放送） - 山下将史（元山形放送） - 山下真保子（元茨城放送） - 山田修作（気象予報士、元南日本放送） - 山田舞（元宮崎放送） - 山田弥希寿（元文化放送ほか） - 山田幸美（元日テレNEWS24ほか） - 山中麻央（元新潟総合テレビ） - 山根陽美（元テレビ山口） - 湯浅知里（元テレビ北海道ほか） - 油井亜衣（元NHK水戸放送局ほか） - 楪望（元テレビ大阪ほか） - 吉川明穂（元テレビユー山形ほか） - 吉田明世（元TBSテレビ） - 吉田沙織（元九州朝日放送） - 吉田智大（元南日本放送） - 吉年愛梨（元WOWOWほか） - 吉見早彩（元福井放送） - 吉道さゆり（元テレビ金沢ほか） - 米澤かおり（元岩手めんこいテレビ） - 鎧坂文菜（元東北放送） - 若月貴代（元東日本放送） - 若林理紗（元日テレNEWS24ほか） - 和田早矢（元高知さんさんテレビ） - 渡辺亜里（元石川テレビほか） - 渡邊晶子（元名古屋ほか） - 渡辺由紀子（元テレビ愛知） |

## アスクマネージメント
フリーアナウンサー、司会者や声優等のマネージメントセクションである。

### アナウンサー・司会者
- 加藤暁（元九州朝日放送）
- 川井綾子（元青森朝日放送 → 元BS朝日）
- 小笠原佐弥（関東分のみ）
- 高塚奈央子（元高知放送 → 元静岡放送）
- 内山知子（元新潟テレビ21）
- 五月女結（元愛媛朝日テレビ、元メ〜テレ）
- 中谷隆宏（元山口放送）

### ナレーター・声優・ボイスオーバー
テレビ朝日系列の報道番組・情報番組（グッドモーニング、ワイド!スクランブルなど）のナレーションを多く手がけている。
- 矢野忍
- 吉澤憲
- 古市善則
- 今井厚恵
- 小林なう
- 吉橋結花（元テレビ長崎）
- 大出恭子
- 天沙羽恵美
- 藤井ゆき
- 白山修
- 大橋達哉
- 佐々木誠
- 青山昌平
- 岡田幸